# Schenkia rubricollis
Schenkia rubricollis là một loài tò vò trong họ Ichneumonidae.